# Legends of Might and Magic
Legends of Might and Magic là trò chơi điện tử thuộc thể loại bắn súng góc nhìn thứ nhất được phát triển bởi Jon Van Caneghem qua hãng New World Computing và The 3DO Company phát hành vào năm 2001. Là spin-off của dòng game Might and Magic, Legends lấy bối cảnh kỳ ảo. Những nhận xét so sánh tựa game này như một Counter-Strike thời Trung cổ, nhưng đã chỉ trích vì cho đó là một bản sao tầm thường không hơn không kém.

## Lối chơi
Lối chơi trong Legends gần như hầu hết là trực tuyến. Cũng có phần chơi luyện tập dạng offline, nhưng game không cung cấp bot để mô phỏng điều kiện cách chơi thực tế. Người chơi lựa một server, và sau đó chọn một trong sáu class của phe ác hay phe thiện. Phe ác bao gồm Heretic, Archer và Warrior, và phe thiện gồm có Paladin, Druid và Sorceress. Rồi người chơi bấm vào một bản đồ. Mỗi bản đồ thể hiện một trong bốn kiểu chơi:
- Sword in the Stone: Mỗi đội phải cố gắng giành quyền kiểm soát thanh kiếm và tìm cho được lối ra. Nó thực chất là một biến thể của dạng cướp cờ (CTF).
- Rescue the Princess: Phe thiện phải cố giải cứu công chúa đang bị phe ác canh giữ. Chế độ này là tương tự như chế độ giải cứu con tin trong Counter-Strike.
- Warlord Escape: Một người chơi vào vai viên lãnh chúa được những người khác hộ tống đến nơi an toàn. Gần giống với nhiệm vụ VIP trong Counter-Strike.
- Slay the Dragon: Cả hai phe chiến đấu trong một bản đồ có một con rồng lửa. Phe nào giết được con rồng đó thì sẽ thắng trận đấu.

Ngoài phe đối lập, người chơi còn phải chống lại những chủng loài sinh vật thù địch hiện diện trong game (máy chủ của mỗi trận đấu sẽ quyết định có hay không có quái vật). Bằng cách giết chết con quái vật và mở những hòm châu báu được tìm thấy trên bản đồ, và cũng bằng chiến thắng vòng đấu sẽ giúp người chơi kiếm được vàng dùng để mua sắm trang bị. Người chơi sẽ mất những món đồ khi họ chết hay kết thúc trận đấu bất kể ai dẫn đầu. Đây là một lỗ hổng phát sinh trong game; khi người chơi mất hết mọi thứ vào lúc kết thúc trận đấu và khởi đầu chỉ có mỗi đồ đạc cơ bản vào đầu từng trận đấu mới, không có phần thưởng dài hạn và không có cách nào để cho người chơi có nhiều kinh nghiệm hơn đánh giá kỹ năng của họ chống lại những tân binh trong game.

## Phát triển
Legends of Might and Magic đã được 3DO công bố tại E3 2000 như là tựa game Might and Magic đầu tiên được thiết kế để chơi trực tuyến. Vào lúc đó, trò chơi dự định theo hướng Hành động/Nhập vai tập trung vào mục chơi mạng cộng tác. Với số người chơi tham gia lên đến sáu, trò chơi không lớn như nhiều tựa game MMORPG cùng thời, nhưng cũng gồm phần deathmatch lên đến 16 người chơi, mục phiêu lưu ngẫu nhiên, và phần đấu trường giữa người chơi với quái vật. Game cho phép các nhân vật lựa chọn một trong sáu class với những năng lực khác biệt về sức mạnh và ma thuật trước khi bắt tay vào một nhiệm vụ để thu thập bốn di vật từ bốn thế giới nhằm đánh bại viên cố vấn loạn trí cho nhà vua trước khi hắn có thể làm thay đổi lịch sử. Các loại nhiệm vụ được giao cho người chơi còn tùy thuộc vào cấp bậc của họ và diễn biến trong game.
Đến đầu năm 2001, trò chơi bổng nhiên bỏ rơi các yếu tố hành động/nhập vai và trở thành một game kiểu deathmatch, với sáu mục chơi được đề xuất, 25 bản đồ dựa trên lịch sử Might and Magic, và những khả năng dành cho các loại vũ khí, kỹ năng, năng lực và trang bị được sử dụng cho mỗi trận đấu. Động thái này đã được Giám đốc sản xuất Jeffrey Blattner bảo vệ với lời nói:
"Chúng tôi đã đến một điểm checkpoint nhất định vài lần trước đây và xem xét những gì chúng tôi làm ra. Điều chúng tôi tự hào về New World chính là lối chơi, và chúng tôi không cảm thấy vẻ như là mình có thể cung cấp một trải nghiệm thú vị dành cho mọi người với những gì chúng tôi đã có vào thời điểm đó, vì vậy vào lúc đó một quyết định đã được thực hiện để không tiến hành theo hướng ban đầu, và thay vào đó chúng tôi quyết định tạo ra một phong cách game khác nhau," Giám đốc sản xuất Jeffrey Blattner. "dù sao thì dòng game Might and Magic đã khá đa dạng về mặt lối chơi. Chúng tôi có dòng game chiến lược Heroes và dòng game nhập vai đáng tin cậy và đích thực Might and Magic, và tất cả mọi người thực sự đều quan tâm đến việc phân nhánh ra thành một tựa game theo phong cách hành động, vì vậy đó là cách chúng tôi tự dựa vào chính sức mình. Mục tiêu ban đầu của Legends là nhằm cung cấp tựa game Might and Magic, và chúng tôi vẫn sẽ làm điều đó."
Bản demo của game được phát hành vào ngày 18 tháng 4 năm 2001. Ngày 8 tháng 6 chuẩn bị bày bán. Bản patch đầu tiên (Version 1.1) ra ngày 20 tháng 7.

## Đón nhận
| Nơi đánh giá | Điểm số       |
| ------------ | ------------- |
| GameSpy      | 69 out of 100 |
| IGN          | 5.5 out of 10 |
| GameSpot     | 5.7 out of 10 |
| GameRankings | 57%           |

Legends of Might and Magic đã được hầu hết giới phê bình ví như một phiên bản kỳ ảo của Counter-Strike; theo IGN, Legends "khá nhiều sự cắt xén Counter-Strike một cách ngang nhiên." IGN còn chỉ trích trò chơi vì thiếu đi tính chiến lược, thiếu sự khác biệt giữa các class, và những loại vũ khí không cân bằng. GameSpy chỉ trích game vì quá trình thực hiện lối chơi đơn tệ hại và thiếu công cụ tạo màn. Ngoài ra, người ta còn khen ngợi đồ họa dựa trên LithTech và cho rằng game có đủ tiềm năng để phát triển hơn nữa. GameSpot chỉ trích trò chơi vì những nét tương đồng tẻ nhạt khi đem so với Counter-Strike, thổ lộ rằng "nếu tầm thường và tự mãn là tội ác thì Legends of Might and Magic đáng bị ném vào ngục tối." Những lời phê bình trên GameRankings cho thấy game có số điểm trung bình 57% dựa trên 15 lời đánh giá. Nó chỉ được số điểm 53% trên Metacritic.